# Michael Drayton
Michael Drayton (1563, Harshull, Warwickshire - 23 de desembre de 1631, Regne d'Anglaterra) fou un poeta anglès que destacà en el teatre isabelí. Tot i que no era d'origen noble, va estar tota la vida lligat a l'aristocràcia fent feines a la cort. En l'extensa obra fa servir la majoria de les formes de la poesia de l'època, tret del poema èpic culte extens de tipus italià, sobretot destaca en pastorals, elegies i cançons. Va compondre un extens poema no acabat en trenta cants de versos alexandrins anomenat Polyolbion (1613-1622), prova de la seva cultura, car conté un itinerari poètic del país ple de valuoses descripcions de muntanyes, rius, valls i boscs anglesos, amb moltes llegendes i narracions històriques que serveixen per amenitzar la monotonia del viatge. Dels poemes bucòlics destaquen els anomenats Nymphidia i La garnalda del pastor (1593), de la resta de la seva producció, les Epístoles heroiques d'Anglaterra, La batalla d'Agincourt i Les Guerres dels Barons. Totes les seves obres completes varen imprimir-se a Londres el 1748 i 1753.